# Mãn Đạt Hải
Mãn Đạt Hải (giản thể: 满达海; phồn thể: 滿達海, tiếng Mãn: ᠮᠠᠨᡩᠠᡥᠠᡳ, Möllendorff: mandahai, 30 tháng 4 năm 1622 – 15 tháng 3 năm 1652 ) còn được phiên âm là Mãn Đả Hợi (满打亥) hay Mãn Đả Hại (满打害), là một hoàng thân, tướng lĩnh thời kỳ đầu của nhà Thanh trong lịch sử Trung Quốc, người thừa kế 1 trong 12 tước vị Thiết mạo tử vương.

## Thân thế
Mãn Đạt Hải sinh vào giờ Tuất, ngày 20 tháng 3 (âm lịch) năm Thiên Mệnh thứ 7 (1622), trong gia tộc Ái Tân Giác La. Ông là cháu nội của Nỗ Nhĩ Cáp Xích, con trai thứ 7 của Lễ Liệt Thân vương Đại Thiện. Mẹ ông là Tam Kế Phúc tấn Diệp Hách Na Lạp thị (葉赫納喇氏). Sau khi Đại Thiện qua đời, ông được tập tước Lễ Thân vương, sau được đổi hiệu thành Tốn Thân vương (巽親王). Sau khi ông qua đời, bị truy luận những tội lỗi trước đây, bị tước thụy hiệu, giáng tước làm Bối lặc. Một chi hệ Lễ Thân vương chuyển từ con trai ông là Thường A Đại sang cho Kiệt Thư – con trai của em trai ông là Hỗ Tắc, và đổi phong hiệu thanh Khang Thân vương (康親王) vì trước khi tập tước, Kiệt Thư là Khang Quận vương.

## Cuộc đời

### Trước khi nhập quan
Năm Sùng Đức thứ 5 (1640), ông tham gia cuộc bao vây Cẩm Châu, đánh bại viện binh tại Hạnh Sơn, lại dùng Hồng y đại pháo đánh tan địch quân tại Tùng Sơn. Năm thứ 6 (1641), ông được phong làm Phụ quốc công. Theo Túc Thân vương Hào Cách vây công Tùng Sơn và đại phá địch quân ở Tùng Sơn. Quân Minh chủ động tấn công đại doanh Tương Hồng kỳ cũng bị ông đánh lui. Hồng Thừa Trù suất lĩnh 13 vạn quân đến cứu viện, đại chiến cùng quân Thanh ở Tùng Sơn. Mãn Đại Hải dùng bộ chiến đánh tan ba đạo quân, Hồng Thừa Trù tiếp tục đưa quân đến đều bị đánh lui. Ngựa chiến của Mãn Đạt Hải bị thương, quân Minh dồn lực tấn công đến như vũ bão, quân Thanh không chống cự được, Mãn Đạt Hải chịu trách nhiệm bọc hậu để quân Thanh rút về. Quân Minh được đà tấn công đến, bị ông suất quân đánh lui. Tổng binh Ngô Tam Quế dựa núi bày trận, Mãn Đạt Hải cùng chư Vương kết hợp đánh tan quân Minh dưới trướng Ngô Tam Quế, trong đêm đó, Ngô Tam Quế cùng tàn binh bỏ chạy. Tháng 11, ông theo Dự Quận vương Đa Đạc đến Ninh Viễn, gặp phải quân Minh đang vận chuyển lương thực trên biển, lập tức suất quân đoạt lấy. Năm thứ 7 (1642), ông theo Trịnh Thân vương Tế Nhĩ Cáp Lãng đánh hạ Tháp Sơn (塔山). Năm thứ 8 (1643), ông được bổ nhiệm làm Thừa chính Đô sát viện.

### Sau khi nhập quan
Năm Thuận Trị nguyên niên (1644), ông theo Duệ Thân vương Đa Nhĩ Cổn suất quân nhập quan, đại bại quân Đại Thuận của Lý Tự Thành, luận công được phong làm Bối tử. Sau đó ông lại theo Anh Thân vương A Tế Cách đuổi theo Lý Tự Thành đến Tuy Đức. Cùng năm, ông nhậm chức Tả đô Ngự sử. Năm thứ 2 (1645), tháng 2, ông liên tục hạ được ba thành của Diên Biên và Diên An, đuổi theo Lý Tự Thành đến Hồ Quảng. Tháng 8, đại quân thắng lợi trở về. Năm thứ 3 (1646), ông theo Hào Cách thảo phạt Trương Hiến Trung, từ Hán Trung tiến vào Tần Châu, chiêu hàng được bộ tướng Cao Như Lệ (高如砺) của Trương Tiến Trung. Đại quân tiến đến Tây Sung (西充), sau khi truy kích trảm đầu Trương Hiến Trung, ông lại theo Kính Cẩn Thân vương Ni Kham chia đường tiêu diệt toàn bộ tàn quân, bình định vùng Tứ Xuyên. Năm thứ 5 (1648), đại quân thu binh khải hoàn về triều. Năm thứ 6 (1649), phụ thân ông qua đời, ông được tập tước Lễ Thân vương đời thứ 2.
Hàng tướng Khương Tương làm phản ở Đại Đồng, ông cùng Khiêm Quận vương Ngõa Khắc Đạt suất quân thảo phạt, ông được phong làm "Chinh Tây Đại tướng quân" (征西大将军). Tháng 8, ông lần lượt hạ được Sóc Châu, Mã Ấp, chiêu hàng Ninh Vũ quan ngụy Tổng binh Lưu Vĩ (刘伟), hơn 50 quan viên dưới trướng và hơn 5400 nhân mã. Ninh Hóa sở, Bát Giác bảo, Tĩnh Nhạc huyện cũng lần lượt được bình định. Ông hội quân cùng Đoan Trọng Thân vương Bác Lạc, thu phục Phần Châu (汾州). Sau khi Khương Tương bị tru sát, Đại Đồng được bình định. Tháng 10, ông sai Hộ quân Thống lĩnh Tác Hồn (索浑) vây công Bình Dao, ngụy Tri huyện Lưu Tam Nguyên (刘三元) bỏ thành chạy trốn. Ông lại phái Hộ quân Thống lĩnh Hi Nhĩ Căn (希尔根) vây Thái Cốc, dùng Hồng y đại pháo phá thành, ngụy Tri huyện Lý Thành Thái (李成沛), ngụy Đô ti Ngô Thành (吴成) cũng đều bỏ thành chạy trốn, ông sai quân đuổi theo tiêu diệt. Ông lại phân binh vây công và hạ được Liêu Châu. Các huyện xung quanh như Đồn Lưu, Tương Viên, Du Xã và Vũ Hương đều bị xin hàng. Đa Nhĩ Cổn phái Ngõa Khắc Đạt ở lại tiêu diệt tàn quân, Mãn Đạt Hải trở về kinh sư. Năm thứ 8 (1651), Thuận Trị Đế thân chính và cải hào của Mãn Đạt Hải thành Tốn Thân vương (巽親王), quản lý Lại bộ. Năm thứ 9 (1652), ngày 6 tháng 2 (âm lịch), giờ Tị, ông qua đời khi mới 31 tuổi, được truy thụy Tốn Giản Thân vương (巽简親王).

## Sau khi qua đời
Năm thứ 16 (1659), ông bị truy luận lại tội lỗi trước đây liên quan đến Đa Nhĩ Cổn, cộng thêm trong thời gian quản lý Lại bộ, vì sợ Đàm Thái đang lúc kiêu ngạo mà không dám hạch tội, cuối cùng ông bị tước đi thụy hiệu, giáng làm Bối lặc. Con trai ông là Thường A Đại vốn tập tước Tốn Thân vương, sau khi ông bị truy luận tội thì cũng bị liên lụy mà giáng làm Bối lặc, tước vị do Khang Quận vương Kiệt Thư thừa tập. Năm Càn Long thứ 43 (1778), triều đình niệm tình Mãn Đạt Hải có công, mệnh tằng tôn của ông là Phúc Tắc Khanh Ngạch (福塞鏗額) được tập tước vị Phụ quốc Tướng quân (輔國將軍), thế tập võng thế.

## Gia quyến

### Thê thiếp
- Nguyên phối: Bác Nhĩ Tế Cát Đặc thị (博爾濟吉特氏), con gái của Ba Bái (巴拜).
- Kế thất: Y Nhĩ Căn Giác La thị (伊爾根觉罗氏), con gái của Đô thống A Nhĩ Tiến (阿尔进).
- Trắc Phúc tấn: Kỳ Đặc thị (奇特氏), con gái của Công Bố Nhan Đồ (公布颜图).
- Thứ Phúc tấn: Thư Thư Giác La thị (舒舒觉罗氏), con gái của An Đổ Hỗ (安堵祜).
- Thứ thiếp: Ngô thị (吴氏), con gái của Ngô Đại (吴大).

### Con trai
1. Thường A Đại (常阿岱, 1643 – 1665), mẹ là Đích Phúc tấn Bác Nhĩ Tế Cát Đặc thị. Năm 1652 tập tước Tốn Thân vương (巽親王). Năm 1659 bị hàng xuống Bối lặc (貝勒). Sau khi qua đời được truy thụy Hoài Mẫn Bối lặc (懷愍貝勒). Có sáu con trai.
2. Lăng Tắc Nghi (楞塞宜, 1652 – 1658), mẹ là Thứ Phúc tấn Thư Thư Giác La thị. Chết yểu.